# Igreja de Nossa Senhora do Rosário dos Pretos (Sabará)
A Igreja de Nossa Senhora do Rosário dos Pretos, em Sabará, é uma igreja católica cuja construção foi iniciada no século XVIII e interrompida no final do século XIX. A obra é tombada pelo Instituto do Patrimônio Histórico e Artístico Nacional (IPHAN) e se caracteriza principalmente por ter uma capela interna, menor e de taipa, inserida no corpo de uma edificação de pedra, maior e inacabada.

## História
A irmandade de Nossa Senhora do Rosário dos Pretos foi fundada, em Sabará, no ano de 1713, poucos anos após o estabelecimento do arraial. Neste ano foi construída uma pequena capela de taipa, que se supunha provisória. Em 1757, a irmandade recebeu terrenos adjacentes à capela para construir uma igreja de grande porte, obra que se iniciou em 1767. A capela foi mantida durante as obras da igreja se iniciaram ao seu redor, com o plano de que, uma vez construída a igreja, a capela interna seria desfeita.
A obra foi iniciada e interrompida diversas vezes, geralmente por falta de recursos. Os trabalhos foram reiniciados em 1798, 1805, 1819 e, pela última vez, em 1856. Deste período até 1878 foram empreendidos esforços no sentido de finalizar a obra; no entanto, com os eventos que resultaram na publicação da Lei Áurea, o público negro passou a dispersar-se no território e a frequência da igreja e, portanto, os recursos para sua finalização, se tornaram escassos.

## Arquitetura

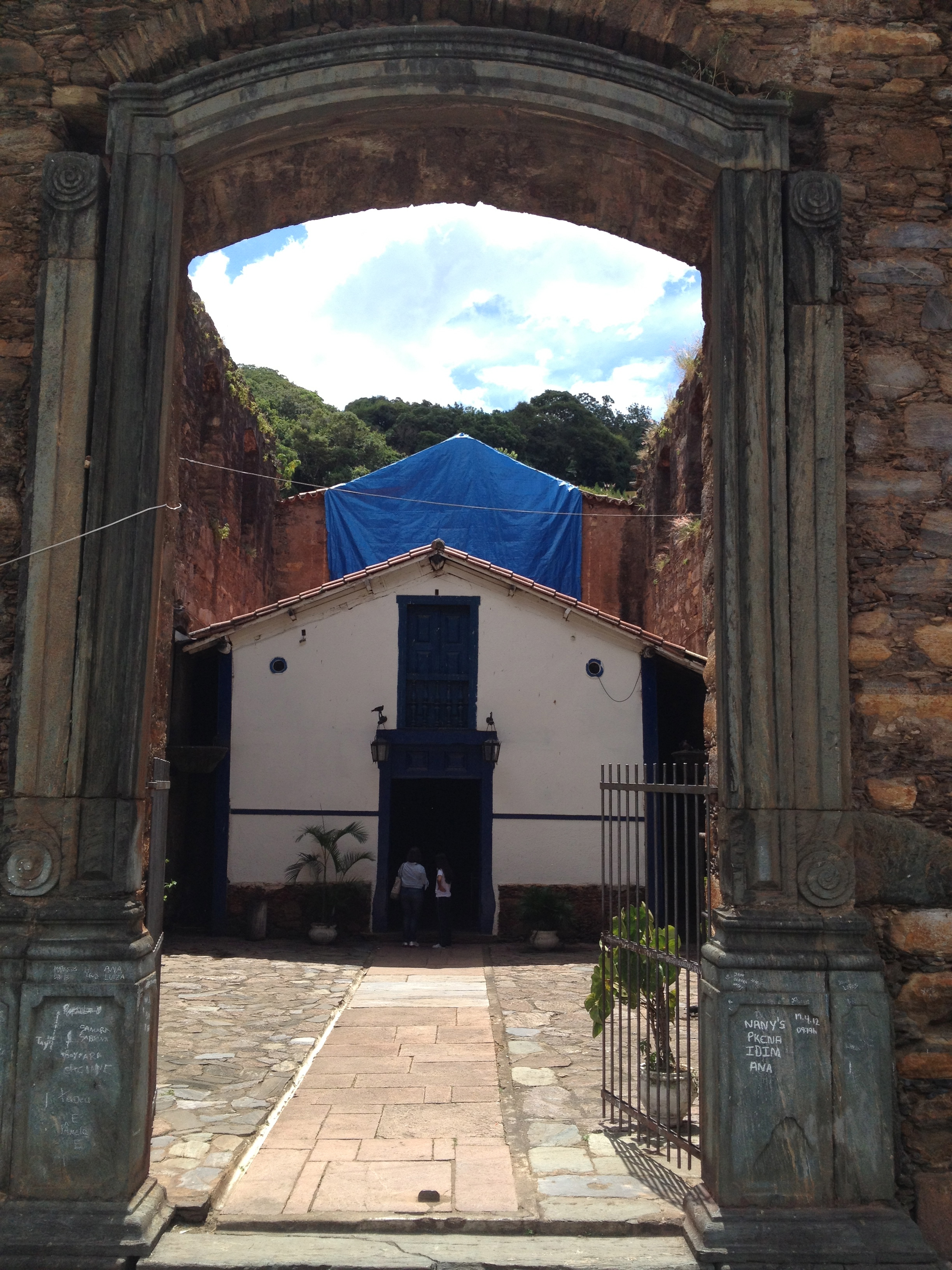
A capela de taipa preservada no interior do que seria a igreja principal, construída em pedra.

Como as obras da igreja principal foram interrompidas antes do acabamento das alvenarias, o edifício apresenta oportunidade excepcional para se conhecer a tecnologia construtiva empregada em edifícios deste porte naquele local e época. Trata-se de um exemplar que ilustra a transição do uso de barro e madeira, utilizado em outros edifícios religiosos mais antigos em Minas Gerais, para o uso de pedra revestida de cal.  Tal mudança decorre do enriquecimento da capitania e consequente chegada de artesãos de Portugal e das cidades litorâneas que dialogavam mais proximamente com a metrópole.